# Hedwig Richter

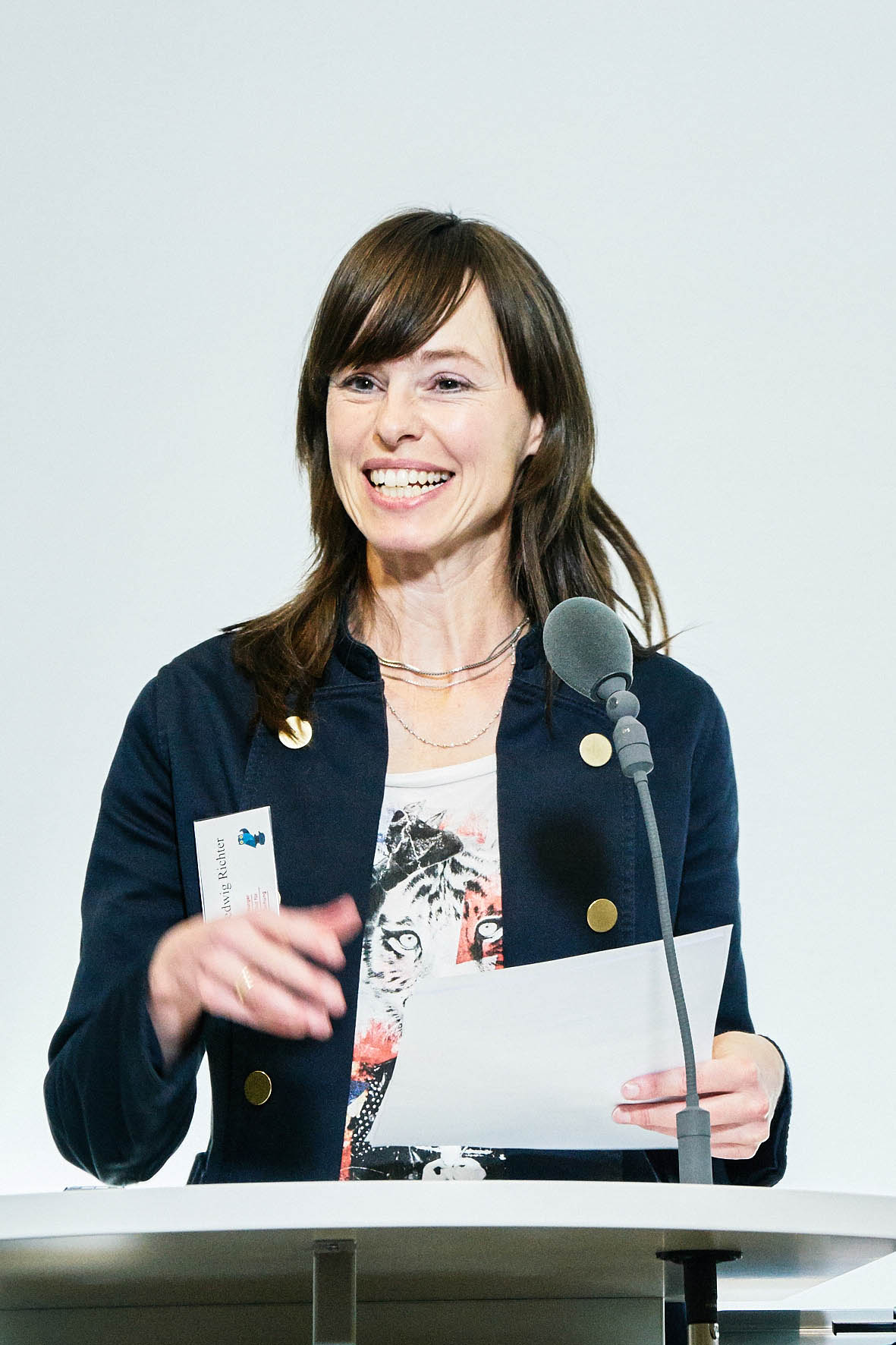
Hedwig Richter (2017)

Hedwig Richter (* 1973 in Urach) ist eine deutsche Historikerin und Publizistin. Sie ist Professorin für Neuere und Neueste Geschichte an der Universität der Bundeswehr München.

## Leben und Wirken
Richter wuchs in einem protestantischen Elternhaus in Bad Urach auf. Nach dem Abitur absolvierte Richter ein Freiwilliges Soziales Jahr in Israel. Danach studierte sie Geschichte, deutsche Literatur und Philosophie an der Universität Heidelberg, der Queen’s University Belfast und der FU Berlin.
Im Jahr 2008 wurde Hedwig Richter an der Universität zu Köln bei Ralph Jessen mit einer Arbeit zur Herrnhuter Brüdergemeine in der DDR promoviert. Die Auslieferung der Buchfassung der Dissertation verzögerte sich durch die letztlich erfolglose Unterlassungsklage eines Herrnhuters, aus dessen Stasi-Akten Richter zitiert hatte, um einige Monate.
Anschließend war Richter Postdoktorandin an der Akademie der Wissenschaften der Tschechischen Republik, von 2009 bis 2011 „Postdoctoral Fellow“ an der Bielefeld Graduate School in History and Sociology der Universität Bielefeld und von 2011 bis 2016 wissenschaftliche Assistentin bei Thomas Stamm-Kuhlmann an der damaligen Ernst-Moritz-Arndt-Universität Greifswald. 2005 und 2011 war sie Fellow am Deutschen Historischen Institut Washington. Nach der Habilitation 2016 in Greifswald arbeitete sie am Hamburger Institut für Sozialforschung. Im Sommersemester 2018 vertrat sie den Lehrstuhl für Neuere Geschichte an der Universität Heidelberg. Seit Januar 2020 hat sie eine W3-Professur für Neuere und Neueste Geschichte an der Universität der Bundeswehr München inne.
Richter ist mit dem Religionssoziologen Detlef Pollack verheiratet.

## Publizistik
Neben ihren wissenschaftlichen Veröffentlichungen schreibt Hedwig Richter für verschiedene Zeitungen, darunter die Frankfurter Allgemeine, die Süddeutsche und die taz sowie, teilweise in Co-Autorschaft mit Bernd Ulrich, für Die Zeit.
Im März 2021 erstunterzeichnete sie gemeinsam mit anderen Intellektuellen das zeitgleich in Die Welt und im der Freitag veröffentlichte „Manifest der offenen Gesellschaft“ für freiere Debattenräume während der Corona-Pandemie.

## Gremientätigkeiten
Richter ist Mitglied im Herausgeberbeirat der Reihe „Geschichte und Geschlechter“ des Campus Verlags und Redaktionsmitglied der Zeitschrift für Ideengeschichte.  Sie gehört den Wissenschaftlichen Beiräten der linksliberalen Denkfabrik Progressives Zentrum, und der Stiftung Bundespräsident-Theodor-Heuss-Haus an.
Richter ist Mitglied der Grünen Akademie der Heinrich-Böll-Stiftung. Die Mitglieder zeichnen sich nach eigener Einschätzung der Stiftung durch „Themenkompetenz, die Nähe zu bündnisgrüner Politik/Programmatik und Netzwerkverbindungen zu Wissenschaft, Politik und Bildungsinstitutionen“ aus.

## Forschung
Ihre Forschung konzentriert sich auf die europäische und die Geschichte der Vereinigten Staaten im 19. und 20. Jahrhundert, sie betreibt Demokratie- und Diktaturforschung, aber auch Geschlechterforschung und Forschung zu Migration und Kirchengeschichte.

### Demokratie
„Der Modus der Demokratie ist die Krise, daher gehört zu ihrer Geschichte die fortdauernde Ankündigung ihres Endes.“

Ihren Forschungsschwerpunkten entsprechend setzt sich Richter in verschiedenen Arbeiten mit Demokratie auseinander, die sie als „Elitenprojekt“ bezeichnet. Insbesondere zu Beginn der Demokratiegeschichte um 1800 seien demokratische Praktiken wie Wahlen eher „von oben oktroyiert als von unten eingefordert [worden], und auch im weiteren Verlauf des 19. Jahrhunderts erwiesen sich moderne Wahlen zwar nicht immer, aber immer wieder als Elitenprojekt“, schreibt Richter in ihrer veröffentlichten Habilitationsschrift Moderne Wahlen. Demokratiegeschichte lasse sich nicht als eine Erzählung einiger weniger Länder wie den USA oder Großbritannien schreiben, sondern nur als gemeinsame und transnationale Geschichte. Wahlen dienten in allen nordatlantischen Ländern häufig nicht nur der Legitimationsstiftung, sondern auch der Disziplinierung der Bevölkerung oder als Ritus der Zustimmung oder gar Unterwerfung der Bürger unter die Staatsmacht.

### Migration
Hedwig Richter spricht mit Blick auf Diskurse über die Arbeitsmigration nach Deutschland von einem „Opfer-Plot“. Die Erzählungen dieses Opfer-Plots entmündigten die Migranten, denn diese hätten sich mehrheitlich keineswegs naiv nach Deutschland locken lassen, sondern dort schnell Geld verdienen und möglichst bald wieder in ihre Heimatländer zurückkehren wollen. Unter Berufung auf Hans-Ulrich Wehler schreibt sie, ein Großteil der Arbeitsmigranten der 50er bis 70er Jahre sei auch tatsächlich zurückgekehrt. Zugrunde liegt der These des Opfer-Plots, die in einer Rezension als „provokant“ beschrieben wird, eine historische Untersuchung von Hedwig und Ralf Richter über italienische Arbeitsmigranten bei Volkswagen in Wolfsburg.

## Rezeption

### Moderne Wahlen
Richters Habilitationsschrift Moderne Wahlen, die in der Ankündigung zur Verleihung des Anna-Krüger-Preises als „provokativ“ bezeichnet wird, ist in zwei umfangreichen Rezensionen sehr unterschiedlich beurteilt worden. Im Rezensionsjournal sehepunkte übte der Historiker Hartwin Spenkuch von der Berlin-Brandenburgischen Akademie der Wissenschaften massive Kritik an Richters Thesen, „weil ihnen Verkürzungen realhistorischer Zusammenhänge zugrunde“ lägen. Darüber hinaus bemängelte Spenkuch die „Zahl der Widersprüche, Sachfehler und kontrafaktischen Behauptungen“. Zahlreiche Formulierungen Richters seien „gedankenlos oder gar grotesk“. In der Gesamtschau kennzeichne eine „widersprüchliche Uneindeutigkeit“ die Arbeit Richters, welche Spenkuch „bei einem wissenschaftlichen Werk für grundsätzlich unangemessen“ hält. Die Politikwissenschaftlerin Stine Marg vom Lehrstuhl für Parteien- und Politische Kulturforschung an der Georg-August-Universität Göttingen kam in ihrer Rezension im Soziopolis zu einer anderen Bewertung. Spenkuch habe das Buch als „Geschichte der Demokratie“ kritisiert, was es aber gar nicht sei. Stattdessen habe Richter einen „Beitrag zum Verständnis der Geschichte der modernen Demokratie“ und „ein historisch fundiertes Argument für den ‚fiktionalen Charakter von Demokratie‘“ vorgelegt. Ihr sei mit der Arbeit etwas geglückt, „was gegenwärtig nicht mehr vielen auf Peer-review getrimmten und auf den Zitationsindex schielenden Wissenschaftlerinnen und Wissenschaftlern“ gelinge. Sie schreibe „äußerst anschaulich“ und erzeuge damit ein „großes Lesevergnügen“. Marg kommt zu dem Schluss, Moderne Wahlen sei „nicht nur aus historischer, sondern auch aus aktueller politikwissenschaftlicher Perspektive ein lesenswertes Buch, das über die Entwicklung der Wahlpraxis und die Historizität vermeintlich tragender Säulen der gegenwärtigen demokratischen Prinzipien umfassend“ informiere.
Eine weitere Beurteilung findet sich in der Frankfurter Allgemeinen aus der Feder des Juristen Florian Meinel, der von einer „radikal antinormative[n] Archäologie moderner Wahlverfahren“ schreibt. Richter erzähle die „anderen, kleinteiligeren Geschichten des Wählens“. Für die Historikerin Heidi Mehrkens liegt eine „große Stärke des Buches“ darin, dass es „die politische Kulturgeschichte von Wahlen aus vielen Perspektiven in den Fokus“ nehme und zwar mit den Fragen „Wer wählte, wann, warum und wie?“. Für den Historiker Holger Czitrich-Stahl zeigt das Buch, „dass das Wahlrecht immer auch ein Ausdruck gewachsener und erkämpfter Kräfteverhältnisse“ sei. Für die Historikerin Nadine Zimmerli ist Richters detailreiche und gegenüberstellende Beschäftigung mit dem Wahlrecht auf beiden Seiten des Atlantiks ein Gewinn. Dagegen kommt Thomas Mergel in einer ausführlichen Rezension für die Zeitschrift Neue Politische Literatur zum Urteil, dass „das Buch in seiner methodischen Beliebigkeit, seiner begrifflichen Vagheit, seiner argumentativen Unschärfe und auch seiner Redundanz glattweg eine Enttäuschung“ sei.

### Demokratie
Ihr Buch Demokratie. Eine deutsche Affäre rief ebenfalls gemischte Reaktionen hervor. Die Historiker Christian Jansen und Andreas Wirsching werfen ihr vor, sie habe sich nicht an wissenschaftliche Standards gehalten, was Patrick Bahners in der FAZ wiederum als die Tatsachen verzerrende Kritik zurückwies. Die „Parallelaktion“ der beiden Historiker bezeichnete Bahners als außergewöhnlich und nannte als mögliche Motivation Neid.
Im führenden internationalen Geschichtswissenschafts-Journal, The American Historical Review, kommt der in Prag lehrende deutsche Historiker Boris Barth in einem Review zu einem gemischten Urteil. Richters Thesen seien originell und hätten das Zeug, Kontroversen hervorzurufen. „Ihre unkonventionelle Methodologie eröffnet eine neue Perspektive auf die Geschichte der ‚westlichen‘ Welt.“ Die Entscheidung, Preußen und die Vereinigten Staaten als Beispielfälle auszuwählen, rügt Barth allerdings als willkürlich. Zudem sei die Darstellung in den amerikanischen Partien zu anekdotisch.
Der Tagesspiegel bescheinigt Richter hingegen, „ein feines Gespür für die Dialektik der Demokratie“ zu haben; sie habe als großen Vorteil auch „die Entwicklung der Demokratie in anderen Ländern im Blick“. Ihre Argumente für die positive Wirkung von Reformen seien „stark“. Das Buch Demokratie. Eine deutsche Affäre blättere nicht nur „erstaunliche neue Seiten der deutschen Geschichte auf“, sondern liefere „auch sehr nützliche Hinweise, wenn es um das Verständnis der Demokratie in der Gegenwart“ gehe.

### Weitere
Auch Richters 2021 erschienener Essay Aufbruch in die Moderne stieß auf unterschiedliche Meinungen. Georg Simmerl kam in der Süddeutschen Zeitung zur Einschätzung, dass der Text „selbst in seinen Einseitigkeiten (...) eine instruktive Lektüre“ biete. Methodische Schwächen, fehlendes Bewusstsein für gesellschaftliche Widersprüche sowie mangelndes Interesse an historischen Machtkonstellationen kritisierte Christian Dietrich in der marxistischen Zeitschrift Jacobin. Richters Text sei eine „blütenweiße Demokratiegeschichte“, deren „teleologische Perspektive sich durch nichts irritieren lässt“.
Richters Werke Demokratie. Eine deutsche Affäre und Aufbruch in die Moderne. Reform und Massenpolitisierung im Kaiserreich haben in der Tat „viel historischen Staub aufgewirbelt“. Richter, so urteilte der konservative Historiker Peter Hoeres, schärfe dem Leser „immer wieder ein, dass es auch eine dunkle Seite der Massenpolitisierung gab“, und stelle dies wie „farbige, pointilistische Gemälde“ dar. Der Leser erfahre dabei „mit vielen überzeugenden Beobachtungen zu Lebens- und Arbeitsverhältnissen“ die Reformen und den Aufbruchsgeist einer ganzen Epoche und werde für die etwas weniger beachtete Außenpolitik der Zeit in Aufbruch in die Moderne „reich entschädigt“.

## Auszeichnungen

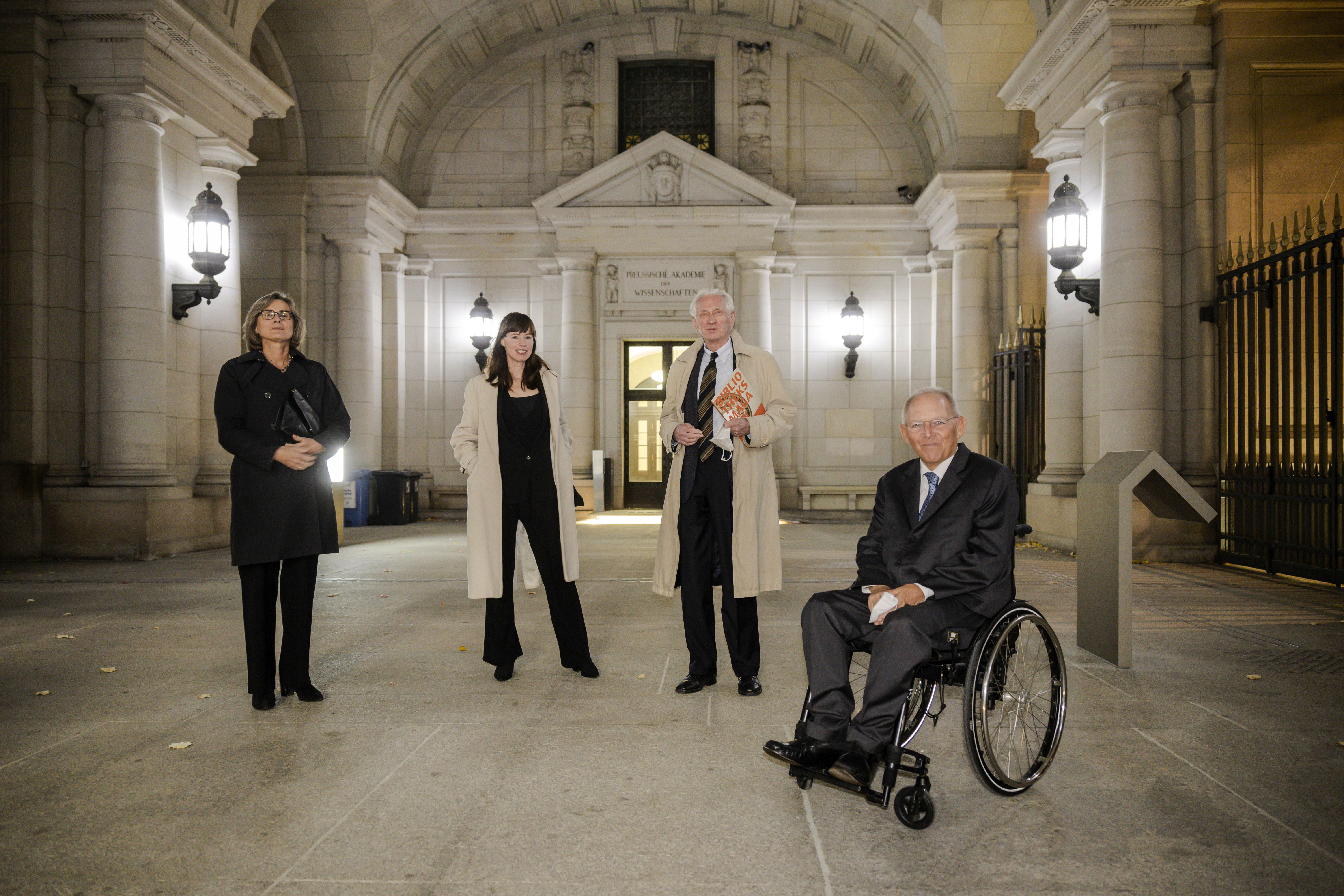
Preisverleihung Anna-Krüger-Preis 2020 mit Barbara Stollberg-Rilinger, Hedwig Richter, Dieter Grimm und Wolfgang Schäuble (v. l. n. r.)

Hedwig Richters Dissertation Pietismus im Sozialismus wurde von der Universität Köln mit dem Offermann-Hergarten-Preis ausgezeichnet. Im Jahr 2018 erhielt sie für ihr Buch Moderne Wahlen den Preis der Demokratie-Stiftung. 2020 wurde Richters Buch Demokratie. Eine deutsche Affäre für den Bayerischen Buchpreis nominiert.
Hedwig Richter erhielt 2020 den Anna-Krüger-Preis des Wissenschaftskollegs zu Berlin.

## Schriften (Auswahl)
Monographien
- Pietismus im Sozialismus. Die Herrnhuter Brüdergemeine in der DDR (= Kritische Studien zur Geschichtswissenschaft. Band 186). Vandenhoeck & Ruprecht, Göttingen 2009, ISBN 978-3-525-37007-0 (zugleich Dissertation, Univ. Köln 2008).
- Die DDR (= UTB. Band 3252). Schöningh, Paderborn 2009, ISBN 978-3-8252-3252-8.
- mit Ralf Richter: Die Gastarbeiter-Welt. Leben zwischen Wolfsburg und Palermo. Schöningh, Paderborn 2012, ISBN 3-506-77373-9.
- Moderne Wahlen. Eine Geschichte der Demokratie in Preußen und den USA im 19. Jahrhundert. Hamburger Edition, Hamburg 2017, ISBN 978-3-86854-313-1 (zugleich Habilitation, Univ. Greifswald 2016).
- Demokratie. Eine deutsche Affäre. C.H. Beck, München 2020, ISBN 978-3-406-75479-1.
- Aufbruch in die Moderne. Reform und Massenpolitisierung im Kaiserreich. Suhrkamp, Berlin 2021, ISBN 978-3-518-12762-9.
- mit Bernd Ulrich: Demokratie und Revolution. Wege aus der selbstverschuldeten ökologischen Unmündigkeit. Kiepenheuer & Witsch, Köln 2024, ISBN 978-3-462-00643-8.[41]

Herausgeberschaften
- mit Susanne Muhle, Juliane Schütterle: Die DDR im Blick. Ein zeithistorisches Lesebuch. Metropol, Berlin 2008, ISBN 978-3-940938-04-6.
- mit Ralph Jessen: Voting for Hitler and Stalin. Elections under 20th Century Dictatorships. Campus Verlag, Frankfurt am Main u. a. 2011, ISBN 978-3-593-39489-3.
- mit Luise Güth, Niels Hegewisch, Dirk Mellies und Knut Langewand: Wo bleibt die Aufklärung? Aufklärerische Diskurse in der Postmoderne. Festschrift für Thomas Stamm-Kuhlmann (= Historische Mitteilungen. Band 84). Steiner Verlag, Stuttgart 2013, ISBN 978-3-515-10423-4.
- mit Claudia Christiane Gatzka und Benjamin Schröder: Wahlen in der transatlantischen Moderne (= Comparativ. Zeitschrift für Globalgeschichte und Vergleichende Gesellschaftsforschung. Band 23, Heft 1). Leipziger Universitätsverlag Leipzig 2013, ISBN 978-3-86583-778-3.
- mit Hubertus Buchstein: Kultur und Praxis der Wahlen. Eine Geschichte der modernen Demokratie. Springer VS, Wiesbaden 2017, ISBN 3-658-16097-7.
- mit Tim B. Müller: Demokratiegeschichten (= Geschichte und Gesellschaft. Zeitschrift für Historische Sozialwissenschaft. Band 44, Heft 3). Vandenhoeck & Ruprecht, Göttingen 2018, ISSN 0340-613X.
- mit Kerstin Wolff: Frauenwahlrecht. Demokratisierung der Demokratie in Deutschland und Europa. Hamburger Edition, Hamburg 2018, ISBN 978-3-86854-323-0.
- mit Sibylle Berg, Simone Meier, Margarete Stokowski: Diese Frauen müssen Sie kennen, in: Spiegel Online und Watson.ch.
- mit Claudia Opitz-Belakhal, Sylvia Paletschek, Angelika Schaser, Beate Wagner-Hasel: Reihe Geschichte und Geschlechter des Campus-Verlags.